# Бональд, Луи-Жак-Морис де
Луи́-Жак-Мори́с де Бона́льд (фр. Louis-Jacques-Maurice de Bonald; 30 октября 1787, Мийо, королевство Франция — 25 февраля 1870, Лион, Вторая империя) — французский кардинал. Епископ Ле-Пюи-ан-Веле с 10 марта 1823 по 27 апреля 1840. Архиепископ Лиона с 27 апреля 1840 по 25 февраля 1870. Кардинал-священник с 1 марта 1841, с титулом церкви Сантиссима-Тринита-аль-Монте-Пинчо с 23 мая 1842.

## Биография
Луи-Жак-Морис Бональд родился 30 октября 1787 года в городе Мийо в семье Луи Габриэля Амбруаза Бональда.
Одно время был модным проповедником в Сент-Жерменском предместье Парижа, потом коадъютором кардинала Феша в Люнском архиепископстве, а в 1823 году был назначен епископом Ле-Пюи.
В столкновении высшего духовенства с судебной властью в 1825 году Бональд проявлял нетерпимость, и настроил против себя неудовольствие высшего двора.
В 1839 году Бональд был назначен лионским архиепископом и примасом Галлии, в 1841 году — кардиналом. С этого времени он окончательно принял на себя защиту ультрамонтанства во Франции. Его воинственные пастырские послания по поводу нового издания «Manuel du droit ecclésiastique» Дюпэна и нового школьного закона Вильмена подали повод к страстной полемике в палате и печати.
После государственного переворота во Франции 2 декабря 1851 года Бональд в силу своего кардинальского звания вступил в новый императорский сенат.
Против «Жизни Христа» Ренана он выпустил брошюру, в которой предал автора анафеме.
Луи-Жак-Морис Бональд умер 25 февраля 1870 года в городе Лионе.